# Fourvière

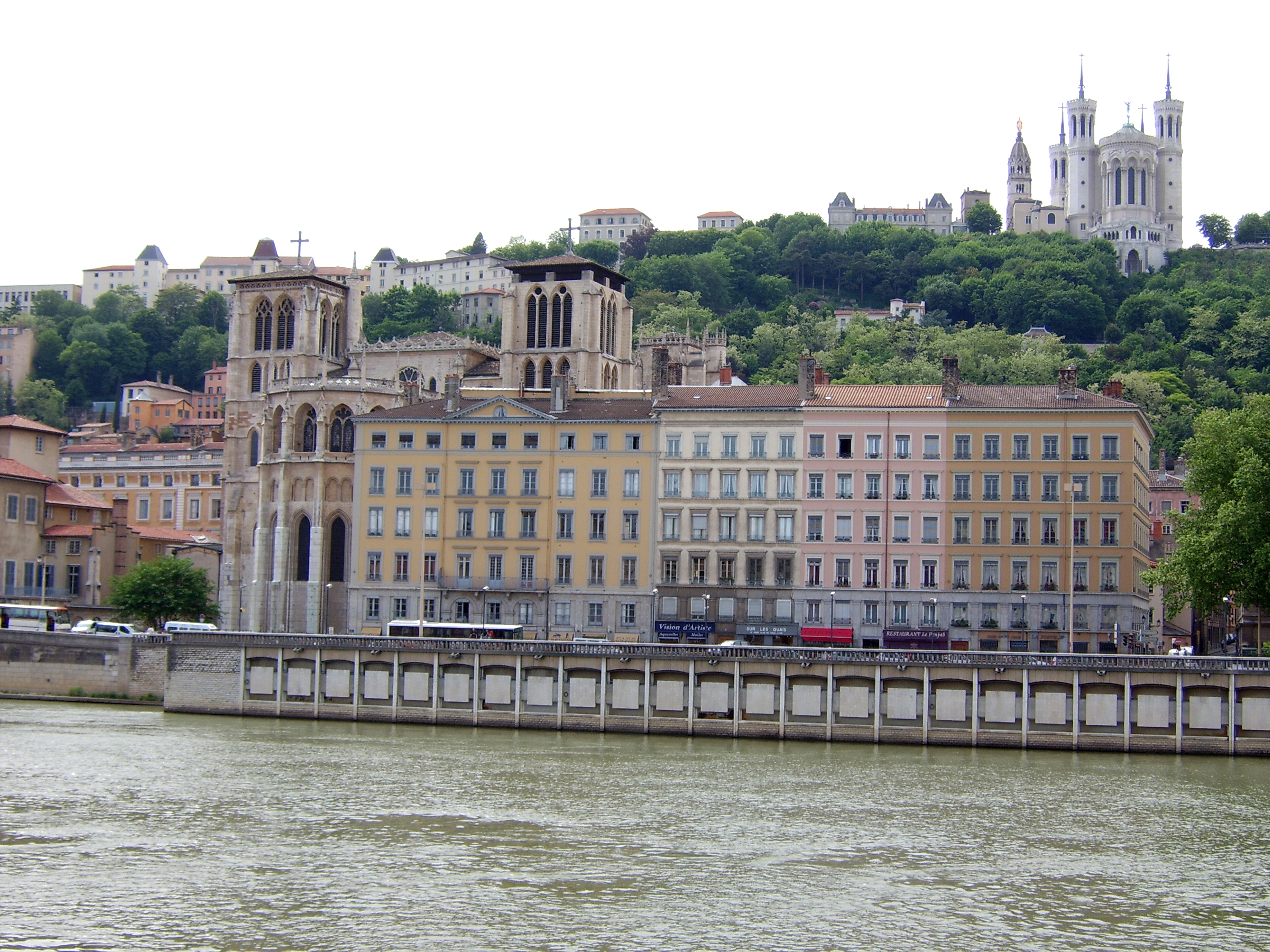
La Collina di Fourvière dalle rive della Saona

Fourvière è la collina che domina da ovest il centro storico di Lione, che dà il nome anche al quartiere che vi si trova.
Da nord a sud, la Saona poi il Rodano costeggiano a Lione gli ultimi contrafforti del Massiccio centrale. La collina di Fourvière è in realtà un sistema collinare che domina la Saona da Vaise alla foce, con un dislivello che raggiunge i 120 m, con un'altitudine assoluta fino ai 287 metri sul livello del mare. Sulla collina, da nord a sud, si trovano i quartieri di Saint-Irénée, Loyasse, Fourvière, Saint-Just e più a sud il comune di Sainte-Foy-lès-Lyon. La Saona passa alle falde della collina, chiudendo tra fiume e collina il quartiere storico del Vieux-Lyon.

## Storia

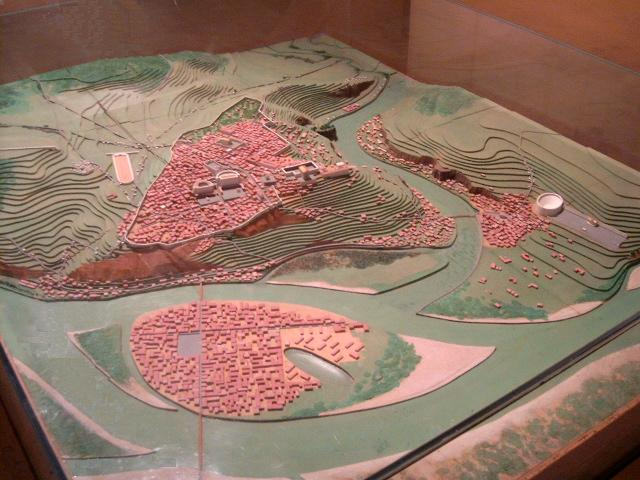
Modello della città gallo-romana di Lugdunum: la collina di Fourvière era l'acropoli cittadina

I Romani fondarono Lugdunum sulla cima della collina. L'insediamento si sviluppò intorno al forum vetus, che era situato in corrispondenza del sagrato dell'attuale basilica di Notre-Dame de Fourvière e da cui deriva il nome "Fourvière", del cardo e del decumanus: tra il 16 ed il 19 a.C. lungo il cardo fu costruito un teatro, che fu ampliato sotto il regno di Adriano ed al quale intorno alla metà del II secolo furono aggiunti un odeon ed un tempio dedicato a Cibele. Una parte del foro crollò nel IX secolo in seguito a uno smottamento.
Durante il Medioevo, la collina è poco frequentata e le costruzioni romane usate come cave di pietre. 
Nel secolo XVI e in seguito, Fourvière è quasi del tutto sprovvista di costruzioni e dedicata alla coltura della vite. Vi si installano numerosi ordini religiosi, moltiplicando il numero di conventi sulle pendici e sul pianoro. La collina si contrappone quindi all'altra collina de La Croix-Rousse, sulla quale fiorisce l'industria della lavorazione della seta, mentre Fourvière rimane fino al XIX secolo principalmente dedita all'agricoltura e all'attività delle congregazioni religiose.

## Tunnel
La collina è attraversata da quattro tunnel:
- tunnel ferroviario Saint-Irénée, da Vaise a Perrache, sulla linea PLM Parigi-Lione;
- tunnel ferroviario da Saint-Paul a Gorge-de-Loup, sulla rete periferica ovest di Lione;
- tunnel autostradale detto Tunnel de Fourvière, da Perrache a Tassin, sull'autostrada A7;
- tunnel della linea D della metropolitana, da Saint-Jean a Vaise.

La collina è attraversata anche dai tunnel delle due funicolari che vi salgono da Vieux Lyon, Cathédrale St Jean:
- la funicolare Saint-Jean - Fourvière, detta ficelle, che arriva sul piazzale della basilica di Notre-Dame de Fourvière;
- la funicolare Saint-Jean - Minimes - Saint-Just, la cui stazione intermedia collega il teatro antico e il museo gallo-romano.

Esisteva in passato un'altra linea simile da Saint-Paul a Fourvière, poi abbandonata.